# 汪佃
汪佃（1474年—1540年），字有之，號東麓，江西廣信府弋陽縣人，民籍，明朝政治人物。

## 生平
弘治十一年（1498年）戊午科江西鄉試第三十四名舉人，正德十二年（1517年）中式丁丑科會試第二十六名，二甲第一名進士。選翰林院庶吉士，十四年（1519年）七月授編修，充經筵講官，嘉靖四年（1525年）六月升侍讀，與兄汪俊同以大禮議不合，謫松江府同知，尋告歸。十四年（1535年）大臣交章舉薦，起為禮部郎中，出為福建按察司僉事，十八年（1539年）十一月升南京尚寶司卿，十九年（1540年）六月升南京太常寺少卿，掌詹事府事，以疾乞歸不允，卒於京城府邸，年六十七。

## 著作
著有《東麓遺藁》七十卷。

## 家族
曾祖汪志福，岷王府教授；祖父汪仲端，贈南京刑部郎中；父汪鳳，貴州布政使司左參政。母祝氏（封宜人）。永感下。兄汪僎（工部郎中）、汪佐、汪佑、汪俊（禮部尚書）、汪偉（吏部左侍郎），弟汪代、汪佾。